# Orłan-10
Orłan-10 (ros. Орлан-10) – rosyjski wojskowy bezzałogowy statek powietrzny opracowany i produkowany przez Specjalne Centrum Technologiczne (ros. OOO Специальный технологический центр). Jest wykorzystywany przez Siły Zbrojne Federacji Rosyjskiej w celach prowadzenia rozpoznania taktycznego i lotów patrolowych, atakowania siły żywej i pojazdów nieopancerzonych przeciwnika oraz do walki elektronicznej.

## Historia

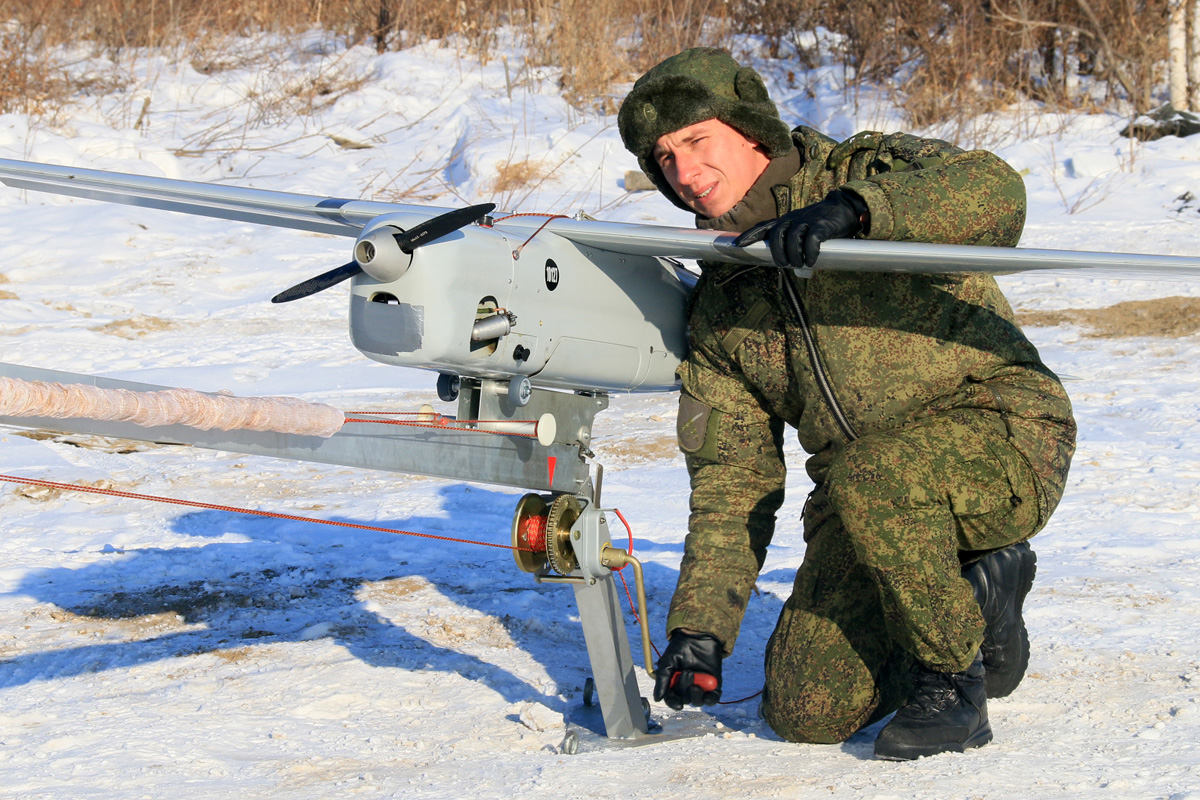
Orłan-10 przygotowany do startu

Konflikt między Rosją a Gruzją w 2008 roku unaocznił armii Federacji Rosyjskiej potrzebę rozwoju i wykorzystania bezzałogowych statków powietrznych, które stałyby się podstawą ujednoliconego systemu dowodzenia i kierowania wojskami na poziomie taktycznym. Uznano, że armia rosyjska potrzebuje narzędzia rozpoznawczego pozwalającego na przekazanie pojazdom bojowym (czołgom, bojowym wozom piechoty, samobieżnym stanowiskom artyleryjskim, środkom obrony przeciwlotniczej) współrzędnych celów.
W wyniku wdrożonych prac opracowano aparat Orłan-10, który wszedł do służby w 2010 roku. Produkcja seryjna została uruchomiona w 2011 r. W 2012 r. dron został wykorzystany przez wojska lądowe i powietrznodesantowe podczas ćwiczeń Kaukaz 2012. W 2014 r. wyprodukowano i dostarczono rosyjskiej armii 200 egzemplarzy, produkcja w 2015 r. wyniosła 300 sztuk. Dokładna liczba wyprodukowanych maszyn nie jest znana, szacuje się ją na ok. 1500–2000. Jednostka Wschodniego Okręgu Wojskowego Federacji Rosyjskiej stacjonująca na Czukotce w 2015 r. otrzymały samoloty Orłan-10 i rozpoczęła patrolowanie obszaru rosyjskiej Arktyki. Również we wrześniu tego roku Orłan-10 zostały wykorzystane podczas strategicznych ćwiczeń dowódczo-sztabowych Centrum-2015 zorganizowanych przez siły szybkiego reagowania Organizacji Układu o Bezpieczeństwie Zbiorowym. Podczas ćwiczeń Zachód-2017 naziemne stanowisko kontroli lotu zostało omyłkowo ostrzelane przez śmigłowiec Ka-52.
Podczas ćwiczeń antyterrorystycznych Misja Pokojowa-2018, zorganizowanych przez kraje Szanghajskiej Organizacji Współpracy, konstrukcja została wykorzystana do rozesłania dezinformujących wiadomości SMS do osób odgrywających w ćwiczeniu rolę terrorystów. Również w 2018 r. Orłan-10 wziął udział w misjach wykonywanych w trakcie  ćwiczeń Słowiańskie Braterstwo 2018 przeprowadzonych przez wojska powietrznodesantowe Rosji, Białorusi i Serbii. Kolejne użycie Orłanów-10 nastąpiło w dniach 11–17 września 2018 r. podczas manewrów Wschód-2018, zorganizowanych na poligonach Centralnego i Wschodniego Okręgu Wojskowego. Uznano je za największe ćwiczenia armii rosyjskiej od czasów radzieckich Zachód-81. Podczas ćwiczeń jednostek Centralnego Okręgu Wojskowego w 2021 r. maszyny zostały zastosowane do korygowania ognia moździerzy 2B11 Sani.
W 2021 r. Federalna Służba Bezpieczeństwa wszczęła śledztwo związane z defraudacją 446 mln rubli przeznaczonych w latach 2017–2020 na rozwój drona Orłan-10. Andriejowi Polszkowi z firmy STD Radiks i Pawłowi Szackiemu z Kazańskiego Zakładu Elektronarzędzi zarzucono zawyżanie cen komponentów potrzebnych do produkcji tego bezzałogowego statku powietrznego.

## Zastosowanie

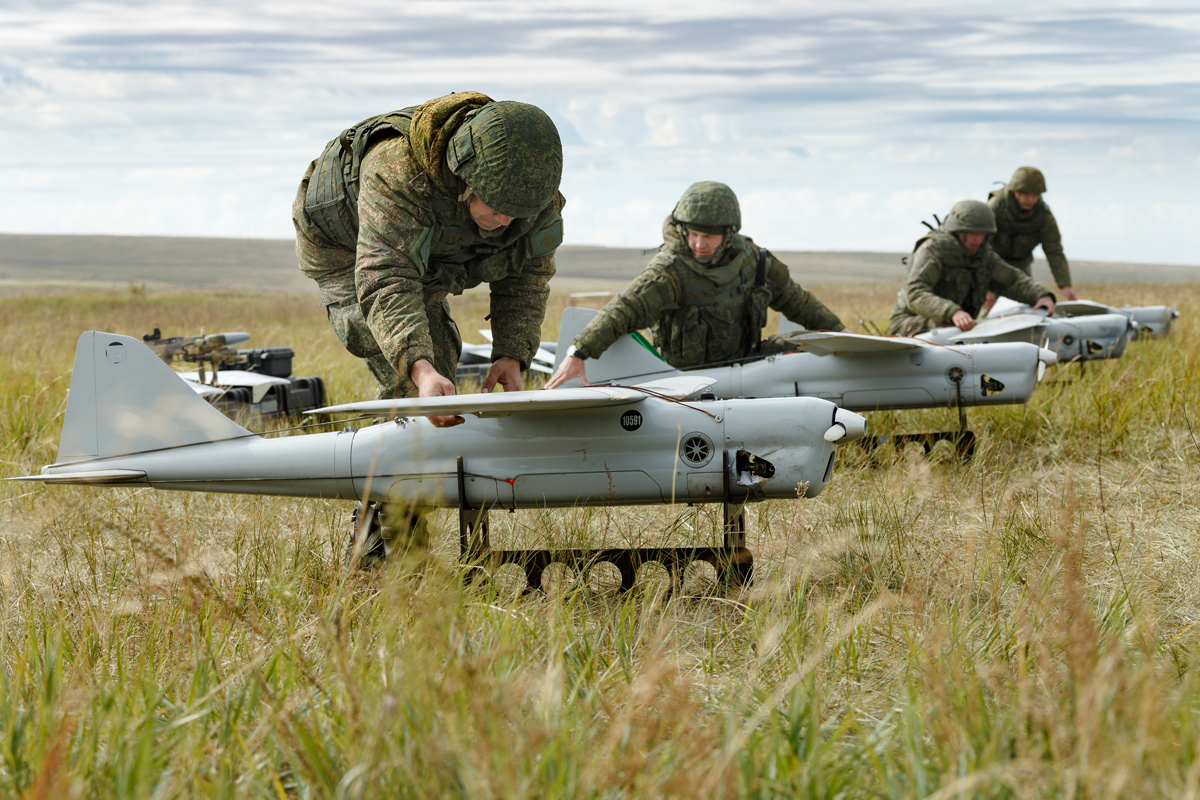
Przygotowanie dronów do startu

Głównym przeznaczeniem drona jest prowadzenie rozpoznania i współpraca z artylerią w zakresie wskazywania współrzędnych celów i korygowania ognia. Przenoszone wyposażenie umożliwia prowadzenie obserwacji w zakresie pasma widzialnego i podczerwieni. Może zostać wyposażony w urządzenia pozwalające określanie pozycji telefonów GSM, radarów działających w paśmie X, a także stacji łączności VHF. Elementem przenoszonego wyposażenie może być również laserowy wskaźnik celów umożliwiający naprowadzanie pocisków precyzyjnych 30F39 Krasnopol. Może służyć jako transmiter sygnału sterującego, co pozwala na połączenie kilku naziemnych punktów kontrolnych w celu stworzenia jednej sieci dla 30 dronów Orłan-10.
Przenoszone wyposażenie pozwala na  użycie do zakłócenia komunikacji GSM i działalności odbiorników GPS. W konfiguracji służącej do walki radioelektronicznej współpracuje z systemem RB-341W Lejer-3. Może imitować stację bazową telefonii komórkowej co pozwala na wykrywanie lokalizacji użytkowników telefonii komórkowej, monitorowanie i blokowanie ich aktywności czy też wysyłanie do nich fałszywych wiadomości SMS. Do tego celu może wykorzystać wyposażenie przenoszone na swoim pokładzie lub też zrzucać je na spadochronach w wybranych lokalizacjach.
Zebrane informacje przekazywane są w czasie rzeczywistym do naziemnego stanowiska kontroli. Oprogramowanie umożliwia nakładanie obrazów na OpenStreetMap, mapy GoogleMap, a także porównywanie nagrań z drona ze zdjęciami satelitarnymi Google. Orłan-10 jest zdolny do samodzielnego lotu po zaprogramowanej trasie bez wykorzystania nawigacji GPS czy GLONASS. W tym trybie lotu wykorzystuje orientację z rozpoznawaniem punktów orientacyjnych ze zdjęć i ich porównaniem z rastrowym obrazem terenu w odniesieniu do kilku punktów lub mapą elektroniczną w swej pamięci. Oprogramowanie pozwala na wprowadzenie do jego pamięci informacji o sześćdziesięciu taki punktach kontrolnych. Operator ma możliwość przejęcia kontroli nad lotem drona w dowolnym momencie. Aby zapewnić bezpieczną i niezawodną transmisję danych w komunikacji z naziemnym stanowiskiem kontroli stosowana jest, odporna na zakłócenia, dwustopniowa procedura szyfrowania przesyłanych informacji. W przypadku utraty łączności ze stacją naziemną, zaniku sygnału z satelity lub awarii silnika, Orłan-10 podejmuje procedurę powrotu na miejsce startu, może również wykonać awaryjne lądowanie lub uruchomić procedurę autodestrukcji.

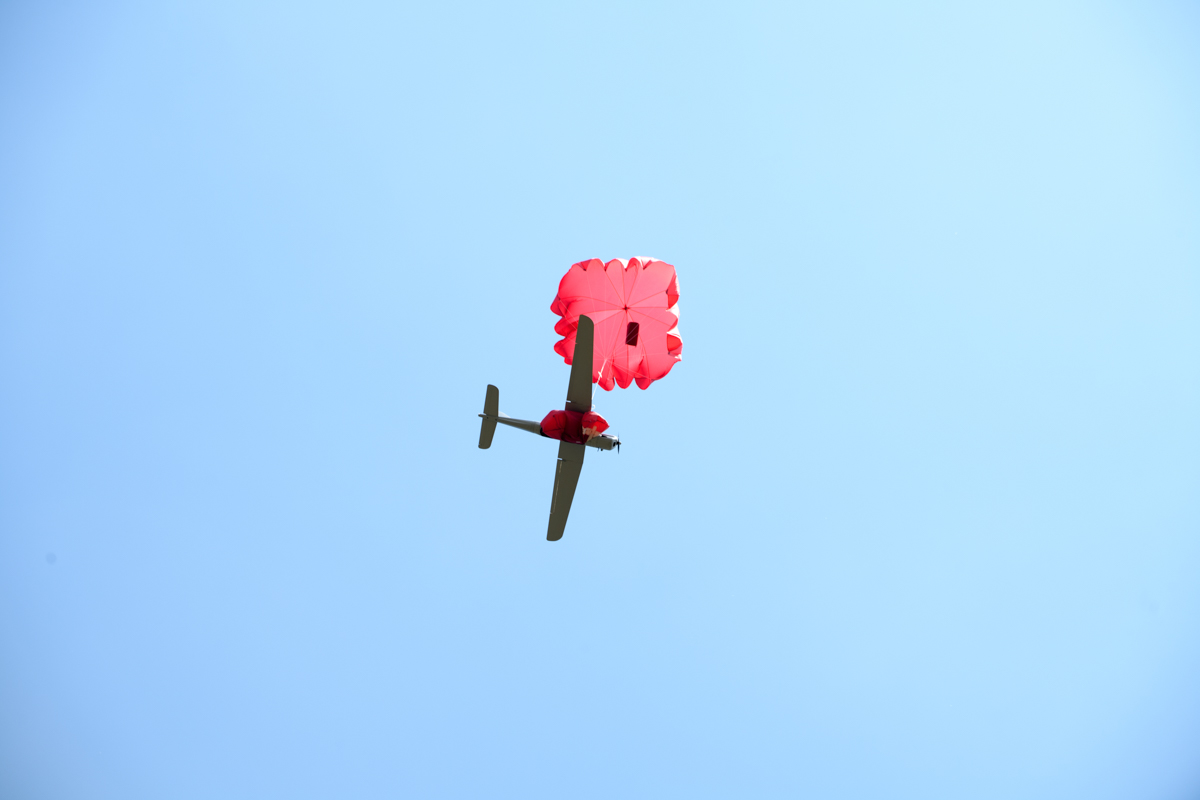
BSP Orlan-10 ląduje na spadochronie

Ostatnia modyfikacja pozwala na wykorzystanie drona do ataku na siłę żywą przeciwnika i pojazdy nieopancerzone. Został dostosowany do przenoszenia czterech niewielkich bomb odłamkowo-burzących. Operator ma możliwość zrzutu pocisków pojedynczo lub salwą.
Od 2017 r. prowadzono prace nad wykorzystaniem drona w rosyjskiej marynarce wojennej. 28 kwietnia 2022 r. odbyło się jego pierwsze udane lądowanie na pokładzie fregaty projektu 11356M. Lądująca maszyna została schwytana w sieć rozciągniętą nad pokładem okrętu.
Ponadto dron może wykonywać zadania dla sektora cywilnego, związane z rozpoznaniem zagrożeń chemicznych, biologicznych, pożarowych i radiologicznych, obserwacjach meteorologicznych, prowadzeniu pomiarów geodezyjnych oraz monitorowaniem wykonywania różnych prac w trudno dostępnych miejscach (budowa dróg, układanie rurociągów i ciągów komunikacyjnych itp.). Orłan-10 w wersji cywilnej był prezentowany na konferencji „Zastosowanie bezzałogowych systemów lotniczych do teledetekcji Ziemi na potrzeby kartografii i monitoringu obiektów”, która odbyła się w dniach 2–4 czerwca 2015 r. na lotnisku Alferiewo w obwodzie moskiewskim.

## Modyfikacje
W 2018 r. na targach KADEX 2018 w Astanie został zaprezentowany wariant eksportowy drona noszący oznaczenie Orłan-10E (ros. Орлан-10Е). W tej wersji przenosi to samo wyposażenie co wersja stosowana w armii rosyjskiej. Ma jednak ograniczoną masę przenoszonego ładunku użytecznego do 3 kg oraz skrócony czas operowania w powietrzu do 10 godzin. Kolejna prezentacja drona za granicą miała miejsce w 2019 r. podczas targów zbrojeniowych LAAD Defence & Security w Rio de Janeiro.
Na bazie Orłana-10 powstał Orłan-30, będący jego powiększoną wersją.

## Użycie bojowe

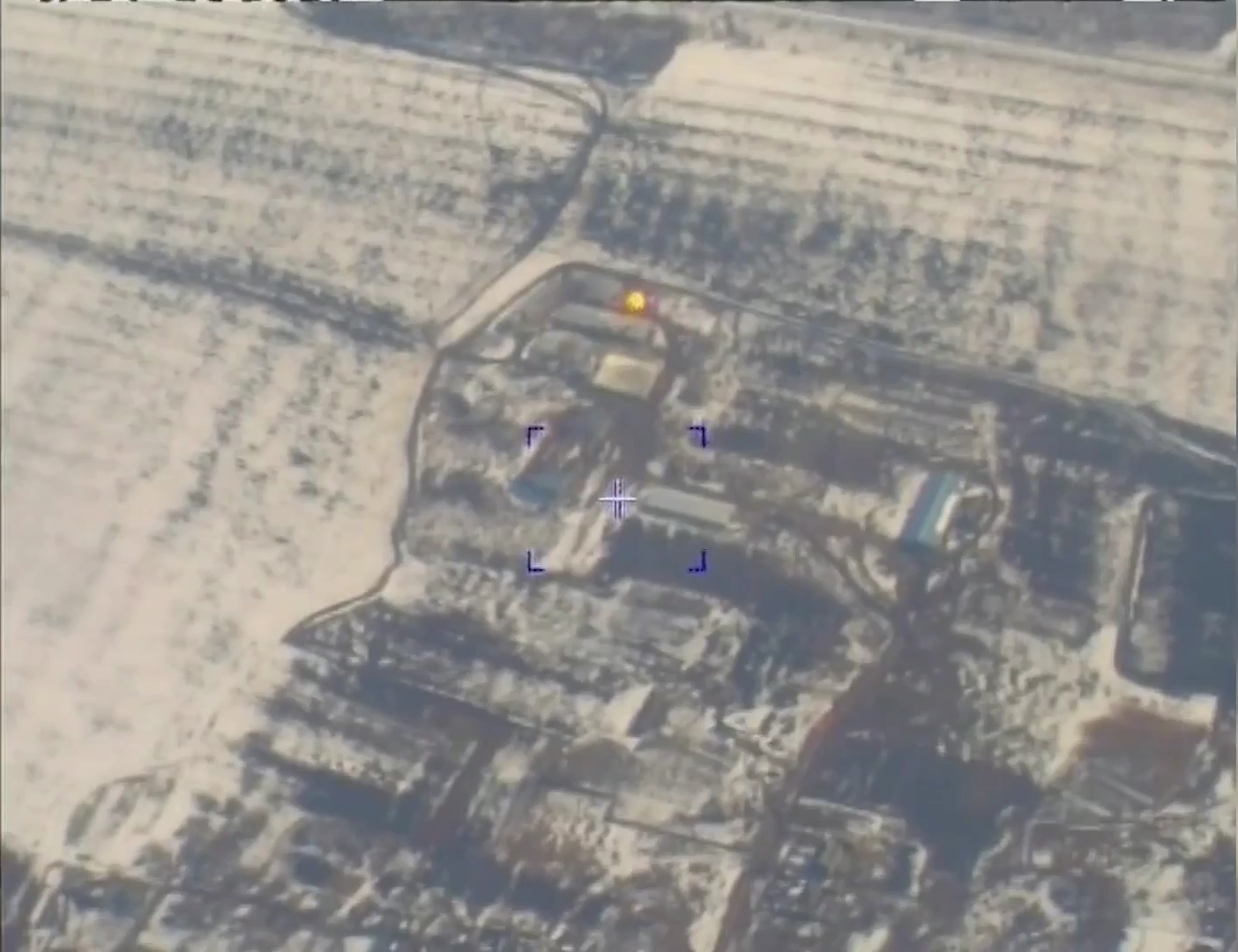
Obraz z Orłana-10 przesłany podczas agresji na Ukrainę w 2022 r.

W czasie wojny w Donbasie siły ukraińskie zestrzeliły nad terenem Ukrainy jeden egzemplarz Orłan-10. W 2017 r. obecność drona stwierdzono w Donbasie, gdzie wspierał działania oddziałów separatystów. Orłan-10 został wykorzystany podczas działań oddziałów rosyjskich na terenie Syrii oraz podczas rosyjskiej agresji na Ukrainę w 2022 r. W czasie działań w Syrii armia rosyjska utraciła kilkadziesiąt egzemplarzy drona. Do 15 maja 2023 r. nad Ukrainą utracono 136 dronów tego typu. We wrześniu 2022 r., podczas kontrofensywy w obwodzie charkowskim, Siły Zbrojne Ukrainy zdobyły komplet bezzałogowców Orłan-10. Przejęto również naziemne stanowiska kontroli lotu, anteny i dokumentację techniczną. Jest to pierwszy znany przypadek zdobycia systemu Orłan-10 przez obce siły zbrojne.

## Konstrukcja
Orłan-10 jest zbudowany w układzie klasycznego górnopłatu o mieszanej, metalowo-kompozytowej konstrukcji. W przedniej części kadłuba umieszczony jest dwusuwowy silnik spalinowy napędzający dwułopatowe śmigło ciągnące, zakończony jest klasycznym usterzeniem krzyżowym. Dron ma budowę modułową umożliwiającą szybkie dostosowywanie go do wykonywania aktualnie zleconych zadań poprzez zmianę przenoszonego wyposażenia. Start następuje z użyciem katapulty, lądowanie odbywa się z użyciem spadochronu. Dodatkowo dron jest chroniony przed kontaktem z ziemią za pomocą poduszki powietrznej napełnianej z butli ze sprężonym powietrzem znajdującej się w jego kadłubie. Ponadto w sytuacji gwałtownego opadania przy lądowaniu, aby zmniejszyć przeciążenia oddziaływające przy takim lądowaniu, może nastąpić rozłączenie elementów konstrukcyjnych drona aby ograniczyć ewentualne uszkodzenia. W budowie drona zastosowano innowacyjny system przeciwoblodzeniowy. Aby uniknąć podgrzewania wrażliwych na oblodzenie miejsc konstrukcji, a co za tym idzie podwyższenia sygnatury termicznej drona, zdecydowano się na pokrycie skrzydła wielowarstwową folią polimerową. Narastająca warstwa lodu, po osiągnięciu pewnej masy, odpada z wierzchnią warstwą folii.
W skład przenoszonego wyposażenia wchodzą kamery i aparaty fotograficzne do wykonywania pionowych zdjęć i filmów lotniczych (m.in. Canon EOS 5D, 50D i 500D), kamery służące do kontroli lotu (stabilizowane żyroskopowo, umieszczone w obrotowych kopułkach, m.in. Controp D-STAMP i U-STAMP, BHV-558 EX oraz Flir Photon 320 i 640), kamery termowizyjne oraz wyposażenie elektroniczne służące do walki radioelektronicznej.
W konstrukcji drona wykorzystano liczne komponenty cywilne pochodzenia zagranicznego, klasyfikowane jako towary podwójnego zastosowania. Konstruktorzy przewidzieli możliwość zastępowania elementów wyposażenia urządzeniami różnych producentów, w zależności od ich dostępności. Te założenia pozwoliły na ograniczenie ceny jednego egzemplarza do ok. 80–120 tys. dolarów. Analiza przejętych egzemplarzy drona wykazała, że jedynie jego korpus i odbiornik nawigacji MNP-M7 są produkcji rosyjskiej. Pozostałe elementy wyposażenia, m.in. lokalizator GPS, rozrusznik, silnik, kontroler lotu, moduł transmisji telemetrycznej i moduł GPS, są produkowane w USA, Niemczech, Japonii, Chinach i innych krajach.
Zestaw czterech dronów, panelu kontrolnego i katapulty startowej może być transportowany pojazdami typu UAZ 469 lub podobnymi, np. GAZ Tigr, UAZ Gusar czy LMV M65 Ryś. Jedno stanowisko kontrolne jest zdolne zarządzać lotem czterech dronów.

## Galeria
- Ćwiczenia w 2021 r. z udziałem dronów Orłan-10
- Ćwiczenia w 2020 r. z udziałem dronów Orłan-10
- Ćwiczenia w 2019 r. z udziałem dronów Orłan-10